# Бирмански път
Бирманският път (на английски: Burma Road, на китайски: 滇缅公路) е път, свързващ Мианмар с Китай, играл важна роля във Втората китайско-японска война и Втората световна война.
Пътят първоначално свързва Кунмин в китайската провинция Юннан с Лашо в североизточната част на Британска Бирма и е изграден през 1937 – 1938 година, за да подпомогне блокирания по море Китай във войната му с Япония. Прекъсването на Бирманския път кара Япония да завземе Бирма през 1942 година, след което Съюзниците водят продължителна военна кампания за възстановяването му. След като си връщат контрола върху Северна Бирма, те изграждат нов път, свързващ китайската граница с Британска Индия.